# Pocota personata
Pocota personata – gatunek muchówki z rodziny bzygowatych (Syrphidae) i podrodziny Eristalinae.

## Opis
Ciało imago o długości 12-16 mm, czarne, pokryte jaskrawo żółtymi włoskami w przedniej części tułowia i środkowej odwłoka oraz białymi na jego ostatnim tergicie. Takie umaszczenie skutecznie upodabnia muchówkę do niektórych gatunków trzmieli (Bombus), na przykład do trzmiela ziemnego (B. terrestris) lub gajowego (B. lucorum). Nogi czarne, z wyjątkiem brązowawych trzech pierwszych członów stóp oraz podstawy goleni. Głowa mała, czarna, z jaśniejszą twarzą; oczy u samic rozdzielone czołem. Skrzydła przezroczyste, z ciemnymi plamami w ich środkowej części.

## Biologia
Muchówka ściśle związana ze starymi lasami liściastymi lub mieszanymi. Samice składają jaja w dziuplach i innych otworach próchniejących drzew, w tym buków, jesionów czy dębów. Po wykluciu larwy szukają pożywienia w butwiejącym drewnie. Do przeobrażenia dochodzi najprawdopodobniej po 4-5 latach, w kwietniu lub maju. Imagines obserwowane do czerwca. Żywią się nektarem i pyłkiem kwitnących krzewów, na przykład głogów i jarzębów, a także sokiem wypływającym z rannych drzew.

## Występowanie
Endemit europejski, obserwowany od Fennoskandii i Wielkiej Brytanii po Pireneje i Kaukaz; wszędzie uznawany jest jednak za gatunek rzadki. W Polsce stwierdzany na pojedynczych stanowiskach rozproszonych po całym kraju, choć wydaje się zwiększać swoją liczebność. Najwięcej doniesień o występowaniu tego gatunku pochodzi z województwa pomorskiego, łódzkiego, wielkopolskiego i podkarpackiego. Na szczególną uwagę zasługuje rezerwat Konewka w woj. łódzkim, gdzie co roku notowano liczne pojawy muchówek, liczące do około 20 osobników.

## Zagrożenia
Największym zagrożeniem dla populacji P. personata są zabiegi pielęgnacyjne przeprowadzane na terenach starych lasów w postaci usuwania zbutwiałych drzew - potencjalnych miejsc rozrodu muchówki. Gatunek nie jest objęty ochroną prawną w Polsce, jednak większość jego obecnych stanowisk znajduje się w obrębie obszarów już chronionych, jak rezerwaty i parki narodowe, gdzie wywózka martwego drzewostanu jest z reguły znacznie ograniczona.